# Delphinium nikitinae
Delphinium nikitinae är en ranunkelväxtart som beskrevs av Pakhomova. Delphinium nikitinae ingår i släktet storriddarsporrar, och familjen ranunkelväxter. Inga underarter finns listade i Catalogue of Life.